# Paek Myong-suk
Paek Myong-suk (koreanisch 백명숙; * 24. Februar 1954) ist eine ehemalige nordkoreanische Volleyballspielerin.

## Karriere
Paek Myong-suk gewann mit der nordkoreanischen Nationalmannschaft bei der Weltmeisterschaft 1970 und bei den Olympischen Sommerspielen 1972 jeweils die Bronzemedaille.